# Nordskov Mølle
Nordskov Mølle er en helmuret tårnmølle, bygget i 1829 på Stenstrup Overdrev øst for Hornbæk Plantage. Den er opført i grundmur på ca. 1 meters tykkelse fra grunden indtil hatten, som er tækket med brædder og skillefyre. Den har oprindelig været udstyret med en melkværn og en grynkværn. Den primære drift ophørte omkring 1919, men møllen fortsatte med at male mel ved hjælp af en installeret motor. Møllevingerne blæste ned i 1928, og i de følgende år blev inventaret solgt. Møllen har siden midten af 1930’erne henligget i dårlig stand, og der har været flere forsøg på at få den reddet og sat i stand. Nu står Nordskov Mølles Venner for istandsættelsen, og møllen er pr. oktober 2016 nu synlig og nykalket.